# 疑似数学
疑似数学（ぎじすうがく、英: Pseudomathematics）または数学的な奇行とは、数学に似た活動であるが、形式的な数学的実践における厳密性の枠組みに従わないものである。疑似数学の一般的な分野には、専門家によって不可能であることが証明された問題や極めて困難であると認識された問題の解決、また数値化できない分野への数学の応用の試みなどがある。疑似数学に従事する人は疑似数学者または偽数学者と呼ばれる。疑似数学は他の科学分野にも同様のものが存在し、他の疑似科学とされる分野と重複する場合がある。

## 概要
疑似数学には、問題に真摯に取り組もうとする失敗した試みではなく、欺瞞的な要素と結びついた誤った数学的推論が含まれることが多い。疑似数学の過度な追求は、実践者が奇人とレッテルを貼られる結果となることがある。疑似数学は数学的原理に基づいていないため、正当な証明の誤った試みとは関係がない。実際、そのような誤りはアマチュア数学者の経歴でよく見られ、その中には後に称賛される結果を生み出す者もいる。
数学的奇行の話題は、数学者アンダーウッド・ダドリーによって広く研究されており、彼は数学の奇人とその考えについて複数の一般向けの著作を書いている。

## 例
一般的なアプローチの一つは、数学的に不可能であることが証明された古典的な数学の問題を解決したと主張することである。一般的な例には、ユークリッド幾何学における以下の作図が含まれる—定規とコンパスによる作図のみを使用する：
- 円積問題: 任意の円について、同じ面積を持つ正方形を作図すること。
- 立方体倍積問題: 任意の正六面体について、その体積の2倍の体積を持つ立方体を作図すること。
- 角の三等分問題: 任意の角度について、それを同じ大きさの3つの小さな角に分割すること[2][3][4]

2000年以上にわたり、多くの人々がこのような作図を見つけようと試みて失敗してきた。19世紀には、これらすべてが不可能であることが証明された:47。

円積問題：この正方形とこの円の面積はどちらもπに等しい

このうち円積問題については、1882年に、理想化された定規とコンパスによる作図では有限回の手順で作図できないことが知られたにもかかわらず、その50年後でもなお、作図できるとする偽りの証明は発表され続けた。（英語版Squaring the circle Incorrect constructionsの節を参照のこと）。
他の注目すべき例として、「フェルマ主義者」がおり、彼らはフェルマーの最終定理の証明の確認を数学機関に執拗に要求した。
もう一つの一般的なアプローチは、標準的な数学的手法を誤解し、高等数学の使用や知識が何らかの形で不正行為や誤解を招くものだと主張することである（例えば、カントールの対角線論法:40ffやゲーデルの不完全性定理の否定）:167ff。

## 歴史
「偽数学者」という用語は、ド・モルガンの法則の発見者である論理学者オーガスタス・ド・モルガンが、著書『A Budget of Paradoxes』（1872年）で作った。ド・モルガンは次のように書いている：
偽数学者とは、猿がかみそりを扱うように数学を扱う人物である。その生き物は主人がするのを見たように自分で髭を剃ろうとしたが、かみそりを持つ角度について何の概念もなかったため、自分の喉を切ってしまった。かわいそうな動物は二度と試みなかったが、偽数学者は自分の仕事を続け、自分は髭を剃り終えたと宣言し、世界の他の全ての人々は髭面だと主張する
ド・モルガンは、ジェームズ・スミスを偽数学者の例として挙げ、彼はπが正確に3+1/8であることを証明したと主張した。スミスについて、ド・モルガンは次のように書いている：「彼は疑いなく、我々の時代に誤りに自分の名前を結びつけようとした全ての人々の中で、非論理的思考において最も優れた頭脳を持ち、それを書くことにおいて最も偉大な手腕を持っている」。「偽数学者」という用語は後にトビアス・ダンツィーグによって採用された。ダンツィーグは次のように述べている：
近代の到来とともに、疑似数学的活動は前例のない増加を見せた。18世紀には、ヨーロッパのすべての科学アカデミーは、円積問題解決者、三等分問題解決者、倍積問題解決者、そして永久機関設計者たちに包囲され、彼らは自分たちの画期的な業績の認知を大声で要求した。その世紀の後半には、この迷惑行為は耐えがたいものとなり、アカデミーは次々と提案された解決策の審査を中止せざるを得なくなった
「疑似数学」という用語は、一般的に質的なものと考えられているものの効果を定量化しようとする精神科学や社会科学における試みにも適用されてきた。最近では、同じ用語が創造論者による進化論の反証の試みにも適用されている。これには確率や計算複雑性理論に基づいていると称する誤った議論が含まれ、例えばインテリジェント・デザインの提唱者ウィリアム・デムスキーの特定複雑性の概念などがある。